# OK Liga Femenina 2022-23
La temporada 2022-23 de la OK Liga Femenina de hockey patines es la 15.ª edición de esta competición. El defensor del título era el Generali HC Palau de Plegamans, que consiguió ganar esta competición en 2021-22.

## Equipos
| Equipo                             | Pabellón                            | Área                     |
| ---------------------------------- | ----------------------------------- | ------------------------ |
| Generali Palau de Plegamans        | Maria Víctor                        | Palau-solità i Plegamans |
| CP Vila-sana                       | Pabellón de Deportes                | Vilasana                 |
| Club Patín Gijón Solimar           | Mata-Jove                           | Gijón                    |
| Club Patí Manlleu                  | Pabellón de Deportes                | Manlleu                  |
| Club Patín Fraga                   | Pabellón Multiusos del Sotet        | Fraga                    |
| Hockey Club Liceo                  | Palacio de los Deportes de Riazor   | La Coruña                |
| Club Patí Voltregà                 | Victorià Oliveras de la Riva        | San Hipólito de Voltregá |
| Club Hoquei Mataró                 | Poliesportiu Municipal Jaume Parera | Mataró                   |
| Sant Cugat                         | Pabellón Municipal                  | San Cugat del Vallés     |
| Bigues i Riells                    | Pabellón de Deportes                | Bigas                    |
| CH Cerdanyola                      | Can Xarau                           | Sardañola del Vallés     |
| Igualada Femení Hoquei Club Patins | Les Comes                           | Igualada                 |
| Las Rozas                          | Pabellón Municipal                  | Las Rozas                |
| Hoquei Club Alpicat                | Pavelló Antoni Roure                | Alpicat                  |

## Clasificación

### Liga regular
|                                                                   | Equipo                         | Puntos | J  | G  | E | P  | GF  | GC  | DG  |
| ----------------------------------------------------------------- | ------------------------------ | ------ | -- | -- | - | -- | --- | --- | --- |
| 1                                                                 | Generali HC Palau de Plegamans | 69     | 26 | 22 | 3 | 1  | 116 | 39  | 77  |
| 2                                                                 | CP Vila-Sana                   | 65     | 26 | 20 | 5 | 1  | 108 | 43  | 65  |
| 3                                                                 | Telecable HC                   | 60     | 26 | 19 | 3 | 4  | 114 | 43  | 71  |
| 4                                                                 | Martinelia CP Manlleu          | 49     | 26 | 16 | 1 | 9  | 91  | 62  | 29  |
| 5                                                                 | Deportivo Liceo                | 42     | 26 | 13 | 3 | 10 | 71  | 59  | 12  |
| 6                                                                 | CP Esneca Fraga                | 41     | 26 | 12 | 5 | 9  | 46  | 46  | 0   |
| 7                                                                 | Solideo PHC Sant Cugat         | 33     | 26 | 9  | 6 | 11 | 72  | 82  | -10 |
| 8                                                                 | Lidergrip CH Mataró            | 30     | 26 | 9  | 3 | 14 | 58  | 90  | -32 |
| 9                                                                 | CP Voltregà Stern Motor        | 27     | 26 | 7  | 6 | 13 | 61  | 70  | -9  |
| 10                                                                | Igualada Femení Grupo Guzmán   | 23     | 26 | 7  | 2 | 17 | 66  | 110 | -44 |
| 11                                                                | CP Las Rozas                   | 22     | 26 | 7  | 1 | 18 | 52  | 95  | -43 |
| 12                                                                | Cerdanyola CH Fenie Energía    | 22     | 26 | 7  | 1 | 18 | 61  | 95  | -34 |
| 13                                                                | Orkla Bigues i Riells          | 21     | 26 | 5  | 6 | 15 | 63  | 91  | -28 |
| 14                                                                | Lleidanet HC Alpicat           | 18     | 26 | 5  | 3 | 18 | 55  | 109 | -54 |
| Fuente: Federación Española de Patinaje; actualización automática |                                |        |    |    |   |    |     |     |     |

### Playoff
|  | Semifinales | Semifinales                    | Semifinales | Semifinales  | Semifinales |   |     | Final                          | Final | Final | Final |  |
|  |             |                                |             |              |             |   |     |                                |       |       |       |  |
|  |             |                                |             |              |             |   |     |                                |       |       |       |  |
|  | 1.º         | Generali HC Palau de Plegamans | 1           | 3            | 3           |   |     |                                |       |       |       |  |
|  | 1.º         | Generali HC Palau de Plegamans | 1           | 3            | 3           |   |     |                                |       |       |       |  |
|  | 4.º         | Martinelia CP Manlleu          | 2           | 0            | 0           |   |     |                                |       |       |       |  |
|  | 4.º         | Martinelia CP Manlleu          | 2           | 0            | 0           |   | 1.º | Generali HC Palau de Plegamans | 1     | 1     |       |  |
|  |             |                                |             |              |             |   | 1.º | Generali HC Palau de Plegamans | 1     | 1     |       |  |
|  |             |                                | 3.º         | Telecable HC | 2           | 2 |     |                                |       |       |       |  |
|  | 2.º         | CP Vila-Sana                   | 3.º         | Telecable HC | 2           | 2 | 2   | 5                              | 2 (2) |       |       |  |
|  | 2.º         | CP Vila-Sana                   |             |              |             |   | 2   | 5                              | 2 (2) |       |       |  |
|  | 3.º         | Telecable HC                   | 5           | 3            | 2 (3)       |   |     |                                |       |       |       |  |
|  | 3.º         | Telecable HC                   | 5           | 3            | 2 (3)       |   |     |                                |       |       |       |  |
|  |             |                                |             |              |             |   |     |                                |       |       |       |  |